# フランツ・カール・ミュラー・リヤー
フランツ・カール・ミュラー・リヤー（lang-de|Franz Carl Müller-Lyer、1857年2月5日 - 1916年10月29日）は、ドイツの心理学者、社会学者。

## 経歴
1857年、バーデン＝バーデン生まれ。出生名は「フランシス・クサーヴァー・ヘルマン・ミュラー」（Francis Xavier Hermann Müller）である。
ストラスブール大学、ライン・フリードリヒ・ヴィルヘルム大学ボン、ライプツィヒ大学で医学を学び、フンボルト大学ベルリンやウィーン大学、パリ大学、ロンドン大学で心理学と社会学を学んだ。

## 研究内容・業績
1889年にミュラー・リヤー錯視を考案したことで名高い。

ミュラー・リヤー錯視

社会学の分野では「人類の発展段階」を著した（その一部「婚姻の諸形式」が岩波文庫に収録されている。そこでは、乱婚、集団婚、多夫婚、多妻婚、単一婚などを扱っている）。